# Zlatko Erzin
Zlatko Erzin, slovenski veteran vojne za Slovenijo, * 31. avgust 1948, † 18. marec 2012.

## Odlikovanja in nagrade
Leta 2001 je prejel častni znak svobode Republike Slovenije z naslednjo utemeljitvijo: »ob deseti obletnici osamosvojitve za zasluge pri obrambi svobode in uveljavljanju suverenosti Republike Slovenije«.